# 제국군 (신성 로마 제국)
제국군(독일어: Reichsarmee 라이히스아르메[*], 라틴어: exercitus imperii 엑세르키투스 임페리[*])은 신성로마제국의 군대다. 1422년 편성되어 1806년 제국이 해체될 때 함께 해산되었다. 신성로마황제의 사병인 근황군(독일어: Kaiserliche Armee 카이저리헤 아르메[*])과는 다르다.
제국군은 상비군이 아니었으며, 제국이 위기에 처했거나 따위의 이유로 동원의 필요가 있을 때 제국의회에서 동원 동의를 결의해야 동원될 수 있었다. 동원 단위는 각 제국정치체였고, 자연히 제국군 병사들은 통수권자인 황제보다는 각자 동원된 연고지에 소속감을 가지고 있었다.
| 제국관구                     | 기병   | 보병   |
| ---------------------------- | ------ | ------ |
| 오스트리아 관구              | 2,522  | 5,507  |
| 부르군트 관구                | 1,321  | 2,708  |
| 라인 선거관구                | 600    | 2,707  |
| 프랑켄 관구                  | 980    | 1,902  |
| 바이에른 관구                | 800    | 1,494  |
| 슈바벤 관구                  | 1,321  | 2,707  |
| 라인 강 상류 관구            | 491    | 2,853  |
| 라인 강 하류-베스트팔렌 관구 | 1,321  | 2,708  |
| 오버작센 관구                | 1,322  | 2,707  |
| 니더작센 관구                | 1,322  | 2,707  |
| 계                           | 12,000 | 28,000 |